# Atidże Aliewa-Weli
Atidże Aliewa-Weli, bułg. Атидже Алиева-Вели (ur. 18 września 1981 w Dewinie) – bułgarska polityk, biotechnolog i urzędniczka, zastępczyni dyrektora wykonawczego funduszu rolniczego „Zemedelie”, posłanka do Parlamentu Europejskiego IX kadencji, parlamentarzystka krajowa.

## Życiorys
W 2003 ukończyła biotechnologię na Uniwersytecie Sofijskim im. św. Klemensa z Ochrydy. W 2005 uzyskała magisterium z biotechnologii przemysłowej na tej samej uczelni, a w 2014 magisterium z administracji publicznej na Uniwersytecie Gospodarki Narodowej i Światowej. Pracę zawodową rozpoczęła w bułgarskim oddziale koncernu Danone. Od 2007 zatrudniona w państwowym funduszu rolniczym „Zemedelie”. Zajmowała stanowiska eksperta, a od 2011 naczelnika sektora i naczelnika departamentu. W 2013 została zastępczynią dyrektora wykonawczego tej instytucji. Odpowiadała za wdrażanie programu rozwoju obszarów wiejskich.
W wyborach w 2019 kandydowała z piątego miejsca Ruchu na rzecz Praw i Wolności. Atidże Aliewa-Weli uzyskała mandat eurodeputowanej IX kadencji, gdy dwóch wyprzedzających ją kandydatów zrezygnowało z jego objęcia. W czerwcu 2024 została natomiast wybrana do Zgromadzenia Narodowego 50. kadencji. Mandat posłanki do bułgarskiego parlamentu utrzymała również w kolejnych wyborach z października 2024 (z ramienia komitetu zorganizowanego przez frakcję Delana Peewskiego).